# Ушаков, Юрий Никитович
Юрий Никитович Ушаков (22 мая 1920, Москва — 31 марта 1983, Москва) — советский баскетболист и баскетбольный тренер. Мастер спорта СССР (1946). Заслуженный мастер спорта СССР (1948). Отличник физической культуры (1947).

## Биография
Играл за московское «Динамо».
- Чемпион СССР 1948
- Серебряный призёр чемпионата СССР 1944
- Бронзовый призёр чемпионата СССР 1946
- Победитель «матчей городов» 1945, 1947
- Чемпион Европы 1947
- Чемпион X Международных студенческих игр 1949

Участник турне «Строителя» по Франции (1946) и 43-дневного турне сборной СССР по Китаю (1950-51).
Закончив играть, тренировал команды московских вузов.
Жена: Ушакова (Осочникова) Татьяна Алексеевна, 19.01.1919 - 31.07.1995, лыжница, клуб Динамо. В браке 2 детей.
Похоронен на Химкинском кладбище г. Москвы, участок 38